# 大洲站 (广州市)
大洲站是广州地铁7号线的车站，位于中国广东省广州市番禺区大洲村内大洲路的地底，在2022年5月1日随7號線西延段开通而启用。
本站为7号线西延段工程唯一设于广州市的车站。

## 車站結構

### 車站樓層
本站共有两層，地面為车站各出入口，周边为大洲路、大洲村内農田和附近建築，地下一層為站廳；地下二層為7號綫月台。
| 地下一层 | 站厅                       | 售票機、客服中心、商店、警务室、安检设施 |  |  |
| 地下二层 | 2 站台                     | █7号线 美的大道方向（下站：陳村北）      |  |  |
|          | 岛式站台（卫生间、母婴室） |                                          |  |  |
|          | 1 站台                     | █7号线 燕山方向（下站：广州南站）        |  |  |

### 站厅

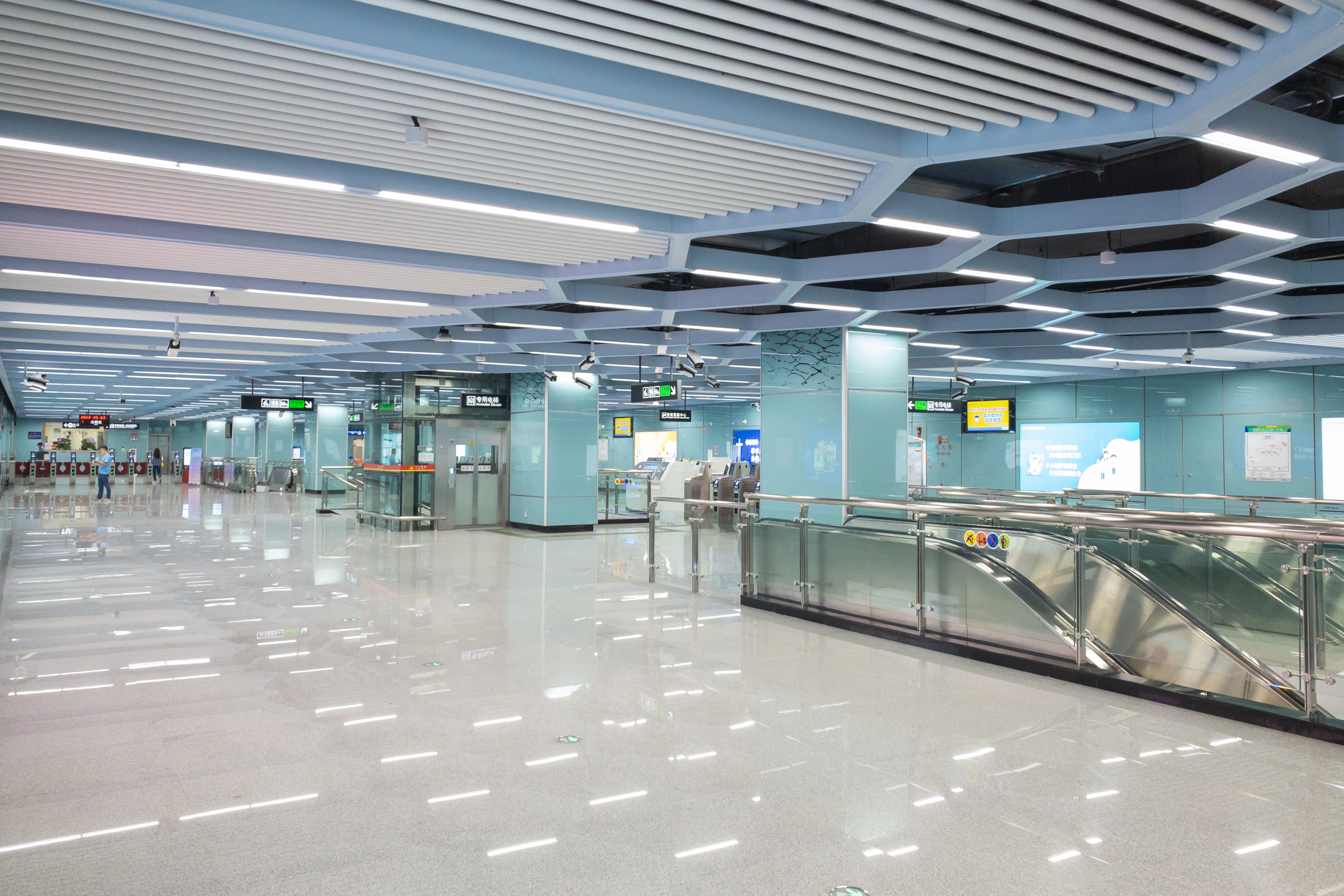
站厅

大洲站站厅设于地下一层，站厅主要设有售票机、客服中心等设施。
为方便行人进出，站厅北侧被划分为收费区，收费区内设有4条扶手电梯、1组三向楼梯以及1台专用电梯以方便乘客来往月台层。

### 月台
本站設有一個島式月台，位於大洲路的地底，本站的卫生间和母婴室设于站台往燕山方向的一端。

### 出入口
大洲站启用时设有2个出入口供乘客进出。
|                                           |                                                       |      |            |                                |
| 編號                                      | 设施                                                  | 图像 | 出口指示   | 建議前往的目的地               |
| B                                         | 盲道标志 · 扶手电梯标志                               |      | 大洲工业路 | 大洲村                         |
| D                                         | 盲道标志 · 扶手电梯标志 · 无障碍通道标志 · 升降机标志 |      | 韦大路     | 大洲村、韦涌村、大洲村公交车站 |
| 註： 設有 \| 設有 \| 設有 \| 設有扶手電梯 |                                                       |      |            |                                |

## 接驳交通
| 巴士 \| 编号 \| 编号 \| 线路 \| 线路 \| 线路 \| 收费 \| 备注 \| \| ---- \| --------- \| ---------------------- \| ---- \| -------- \| ----- \| ---------------------------------------- \| \| \| 番99 \| 傍雁路（亚运大道路口） \| ⇆ \| 广州南站 \| 2–3元 \| 25–45分/班 \| \| \| 番101 \| 都那村 \| ⇆ \| 石壁中学 \| 2元 \| 30–120分/班 都那村发早间班次绕经碧桂东苑 \| \| \| 番101短线 \| 石壁小学 \| ⇆ \| 石壁中学 \| 2元 \| \| |           |                        |      |          |       |                                          |
| 编号 | 编号      | 线路                   | 线路 | 线路     | 收费  | 备注                                     |
| | 番99      | 傍雁路（亚运大道路口） | ⇆    | 广州南站 | 2–3元 | 25–45分/班                               |
| | 番101     | 都那村                 | ⇆    | 石壁中学 | 2元   | 30–120分/班 都那村发早间班次绕经碧桂东苑 |
| | 番101短线 | 石壁小学               | ⇆    | 石壁中学 | 2元   |                                          |

## 历史
本站在规划和建设期间称为韦涌站。因该站实际位于大洲村内，而非韦涌村，因此广州地铁集团将本站定名为大洲站，并于2020年11月向廣州市民政局地名委員會申報。2021年10月21日，本站的属地管理、调度指挥、设备设施使用管理“三权”移交予运营方，为7号线西延段首批完成“三权”移交的车站。
2022年5月1日14时，本站随7号线西延段开通而启用。
2022年10-11月疫情期间，本站曾受防控措施影响，于11月28日至11月30日下午暂停服务。